# 前520年
| 千纪： | 前1千纪 |
| 世纪： | 前7世纪 \| 前6世纪 \| 前5世纪 |
| 年代： | 前550年代 \| 前540年代 \| 前530年代 \| 前520年代 \| 前510年代 \| 前500年代 \| 前490年代 |
| 年份： | 前525年 \| 前524年 \| 前523年 \| 前522年 \| 前521年 \| 前520年 \| 前519年 \| 前518年 \| 前517年 \| 前516年 \| 前515年                                                                      |
| 纪年： | 周景王二十五年 魯昭公二十二年 齐景公二十八年 晋顷公六年 秦哀公十七年 宋元公十二年 楚平王九年 卫灵公十五年 陈惠公十四年 蔡悼侯二年 曹悼公四年 郑定公十年 燕平公四年 吳王僚七年 杞平公十六年 |

## 大事記
- 五月庚辰日，刘文公、单穆公杀大夫宾起。立王子猛为王。
- 六月，景王庶出长子王子朝在毛伯得、尹文公、召庄公的支持下率领百工和族人起兵，驱逐周悼王。周悼王出奔到晋国。
- 十月丁巳日，籍谈、荀跞率领九州之戎和晋国焦地、瑕地、温地、原地的军队，把周悼王送回王城。
- 十一月已丑日，王子匄即位，成为周敬王，王子朝反攻占领王城并称王，从此王子朝与周敬王对峙。

## 逝世
- 周景王，死于夏四月乙丑日。
- 周悼王，死于十一月乙酉日。